# Panteniphididae
Panteniphididae  es una familia de arácnidos ácaros perteneciente al orden Mesostigmata.

## Géneros y especies
Panteniphididae contiene dos géneros, con cuatro especies reconocidas:
- GéneroLindquistoseius Genis, Loots & Ryke, 1969
  - Lindquistoseius africanus Genis, Loots & Ryke, 1969
  - Lindquistoseius tanzaniae (Hirschmann, 1983)
- Géneros Panteniphis Willmann, 1949
  - Panteniphis athiasae Hirschmann, 1983
  - Panteniphis mirandus Willmann, 1949